# Leptosphaeria clematidicola
Leptosphaeria clematidicola är en svampart som beskrevs av Ahn & Shearer 1998. Leptosphaeria clematidicola ingår i släktet Leptosphaeria och familjen Leptosphaeriaceae.   Inga underarter finns listade i Catalogue of Life.